# 大島 (愛媛県八幡浜市)

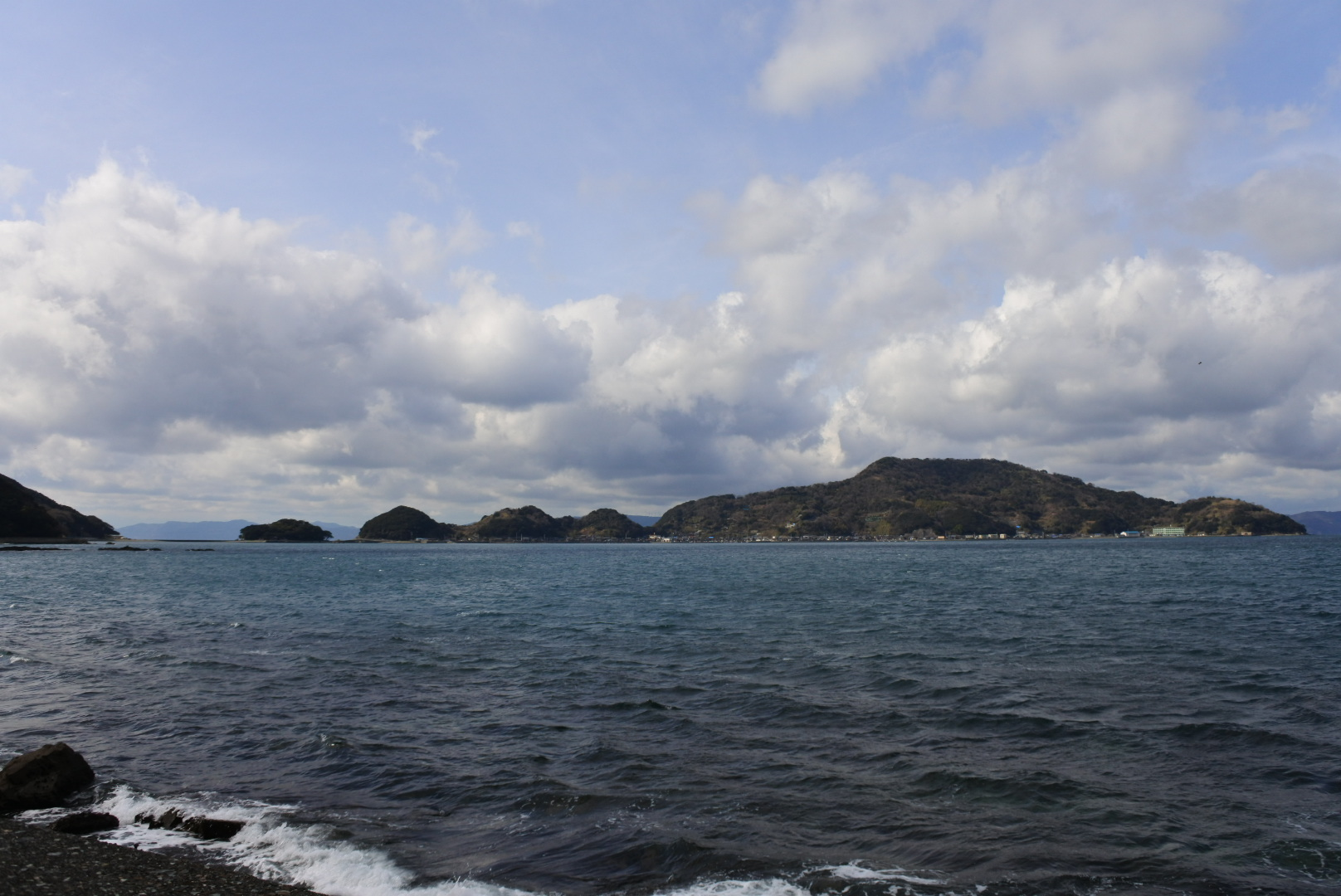
地大島北岸から望む大島・三王島

大島（おおしま）は、愛媛県八幡浜市の沖合に位置する群島の総称、もしくはその主島の名称。八幡浜市における唯一の有人島である。国内および県内の他の大島と区別するため八幡浜大島（やわたはまおおしま）とも称される。面積は1.82km2、人口は2015年現在、244人。

## 地理
北西から順に粟ノ小島・大島（沖之大島）・三王島・地大島（地之大島）・貝付小島という大小5つの島々から構成され、このうち有人島は主島の大島のみである。大島・三王島・地大島は架橋により接続され、貝付小島は地大島と干潮時に陸続きとなる（タイダル・アイランド）。島内は傾斜地が卓越し、大島にある三能山（166.8m）を最高峰とする。全域が佐田岬半島宇和海県立自然公園に含まれる。
豊後水道の中でも佐田岬半島の付け根近く、四国本土から最短で1.8kmの近海に位置し、八幡浜港からは南西約12km、定期船にして片道22分の距離にある。行政地区としては群島全体で八幡浜市大島を形成する。水産業が主産業で、ハモ・太刀魚・ヒジキやウニ・サザエ・アワビなどが獲られているほか、アワビ種苗やスジアオノリの陸上養殖も行われている。狭い平地を利用してミカン・ジャガイモ・玉ネギなどの園芸作も営まれている。
大島から三王島・地大島にかけては亜熱帯植物のハマユウやアコウが自生し、愛媛県下における自生地の北限として知られている。また三王島にはウバメガシの群落があり、中でも山頂と東南斜面山腹にある2本は樹齢500年を超えると推定され、県下最大のウバメガシの巨木である。これらの巨木は1983年に市の天然記念物に指定された。
大島の北側の大部分は三波川結晶片岩に覆われ、地大島の北端で白亜紀の真穴層に接する。大島南部から地大島にかけての3島の西岸には、断層ができる際の摩擦熱によって生じる溶岩、シュードタキライトが発達した変成岩類の断層帯が1.8kmにわたって連なる。この断層帯は、5000～6000万年前の中央構造線の活動に伴って、三波川結晶片岩の上に片麻岩を主体とする大島変成岩類層がのし上がったものである。シュードタキライトが地表面で確認できる箇所は全国でも数例しかなく、中でもこの島のものは国内最大規模として2004年に国の天然記念物の指定を受けている。
地大島の東端には、対岸の八幡浜市五反田と西予市三瓶町周木から渡り棲んだという竜神の伝説が残る大入池（竜王池）がある。この池はかつて国指定の特別天然記念物ニホンカワウソの棲息地としても知られ、特別保護地区に指定されている。

## 歴史
10世紀には藤原純友が天慶の乱において要塞として地大島を利用したとの伝承もあるが、江戸時代に至るまで長らく無人島であった。定住以前から島は対岸の穴井村の信仰を集めており、三王島の山王神社には1662年以前の建立の記録がある。江戸時代の藩政期当初は宇和島藩の領地で、1657年に一旦吉田藩に分知されたのち再び宇和島藩に帰属した。
1669年に対岸の穴井浦の庄屋であった井上五助らが宇和島藩の許可を得て来島したのが開拓の始めとされ、これを端緒に近世にはイワシ漁などで栄えた。1765年には35軒の家数が報告されている。また1736年には、真網代からの勧請により大島に若宮神社が建立された。
1889年、対岸の真網代浦・穴井浦とともに合併して真穴村となったが、1937年には真穴村から分離して八幡浜市に帰属することとなった（その後1955年には真穴村も八幡浜市に編入されている）。戦後まもなくの昭和20年代には人口が1200人に上ったものの、その後は人口減少が続き、2009年には小中学校が閉校となった。廃校舎には現在、陸上養殖などの水産施設として「大島産業振興センター」が営まれている。
2018年8月、船着き場の隣に交流館「大島テラス」が開館した。この施設は船の待合所としての機能のほか、カフェや島の物産・情報コーナー、ステージなどを備え、島民や島外客の休憩・交流スペースとして活用されている。

## 交通
八幡浜港から田中輸送有限会社の定期便が1日3便運航する。運賃は大人片道700円。
島内には四輪自動車の交通はなく、二輪車での移動が中心である。

## 施設
- 大島交流館「大島テラス」
- JAにしうわ 矢野崎支店大島事業所 - 組合マーケットを運営。この他、商店が島内に2店舗所在する[8]。
- 八幡浜大島簡易郵便局 - 農協事業所内に併設。
- JF八幡浜 大島支所
- 大島出張診療所
- 大島産業振興センター（旧八幡浜市立大島小学校・中学校舎）

### 宗教施設
- 若宮神社 - 大島。境内に「開島三百年記念碑」「開島二百五十年碑」が設置されている。
- 願海寺 - 大島。臨済宗妙心寺派の禅寺。
- 山王神社 - 三王島。
- 竜王神社 - 地大島。大入池（竜王池）の竜神を祀る社。

## ゆかりの人物
- 馬淵史郎
- 瀧庸